# Mačevanje na OI 2012.
Mačevanje na OI 2012. u Londonu održavalo se od 28. srpnja do 5. kolovoza u ExCeL Centru u Londonu.

## Osvajači odličja

### Muškarci
| Kategorija    | Zlato                                                          | Srebro                                                                 | Bronca                                                    |
| Mač           | Rubén Limardo                                                  | Bartosz Piasecki                                                       | Jung Jin-Sun                                              |
| Floret        | Lei Sheng                                                      | Alaaeldin Abouelkassem                                                 | Choi Byung-Chul                                           |
| Floret ekipno | Valerio Aspromonte Giorgio Avola Andrea Baldini Andrea Cassarà | Suguru Awaji Kenta Chida Ryo Miyake Yuki Ota                           | Peter Joppich Sebastian Bachmann Benjamin Kleibrink       |
| Sablja        | Áron Szilágyi                                                  | Diego Occhiuzzi                                                        | Nikolaj Kovalev                                           |
| Sablja ekipno | Gu Bon-Gil Won Woo-Young Kim Jung-Hwan Oh Eun-Seok             | Rares Dumitrescu Tiberiu Dolniceanu Florin Zalomir Alexandru Siriţeanu | Aldo Montano Diego Occhiuzzi Luigi Samele Luigi Tarantino |

### Žene
| Kategorija    | Zlato                                                                | Srebro                                                                  | Bronca                                                    |
| Mač           | Jana Šemjakina                                                       | Britta Heidemann                                                        | Sun Yujie                                                 |
| Mač ekipno    | Sun Yujie Xu Anqi Li Na Luo Xiaojuan                                 | Shin A-Lam Choi In-Jeong Jung Hyo-Jung Choi Eun-Sook                    | Courtney Hurley Kelley Hurley Maya Lawrence Susie Scanlan |
| Floret        | Elisa Di Francisca                                                   | Arianna Errigo                                                          | Valentina Vezzali                                         |
| Floret ekipno | Arianna Errigo Elisa Di Francisca Ilaria Salvatori Valentina Vezzali | Inna Deriglazova Larisa Korobejnikova Aida Šanaeva Kamilla Gafurzianova | Nam Hyun-Hee Jeon Hee-Sook Jung Gil-Ok Oh Ha-Na           |
| Sablja        | Kim Ji-Yeon                                                          | Sofja Velikaja                                                          | Olha Kharlan                                              |